# 大正天皇
大正天皇（日语：／〔〕 Taishō Tennō；1879年8月31日—1926年12月25日），是日本第123代天皇（1912年7月30日—1926年12月25日在位）。大日本帝国第2代大元帅（1912年－1926年在任），名嘉仁（／ Yoshihito），明治天皇之子， 昭和天皇之父，明仁上皇之祖父。生母是典侍柳原愛子。出生时称号为明宫，徽印印号为寿。见证了日本从工业化世界强国向国际列强四大国的转变。
嘉仁在位期间经历第一次世界大战，带领日本加入协约国参战获胜，并逼迫中国袁世凯政府签署二十一条与中日民四合约，为日本成为世界列强奠定基础。1918年一战结束后，日本成为第一次世界大战的战胜国与国际联盟常任理事国。在他主政期间，日本跻身世界列强四大国，成为国际社会政治舞台的中心。
嘉仁的健康状况一直不佳，和父亲一样有着严重的身体疾病，40岁后传出患有精神病，最终死於肺炎引起的心脏麻痹，享年47岁。

## 生平

### 出生
明治十二年（1879年）7月14日，上午8時20分，嘉仁於東京赤坂區青山御所出生，父親是明治天皇，母親是權典侍柳原愛子。嘉仁還有2位同為柳原愛子所生的姊姊梅宮薰子內親王（1875-1876）及哥哥建宮敬仁親王（1877-1878），但都早夭。由於權典侍屬於後宮女官，名義上並不屬於明治天皇正式的妃嬪，即使生下皇子，柳原愛子除了在女官職務上的提升之外，並無獲得任何晉封與名號。相似的前例還有明治天皇的生母中山慶子。
嘉仁從1879年出生後一直到1889年之間，是由明治天皇的生母中山慶子負責養育。年幼時，嘉仁曾患有腦疾，雖然經過治療有所好轉，但他的精神狀態很差。

### 冊立為皇太子

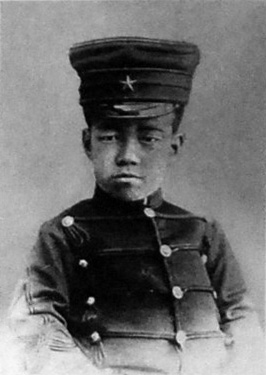
13歲的嘉仁皇太子，攝於1892年

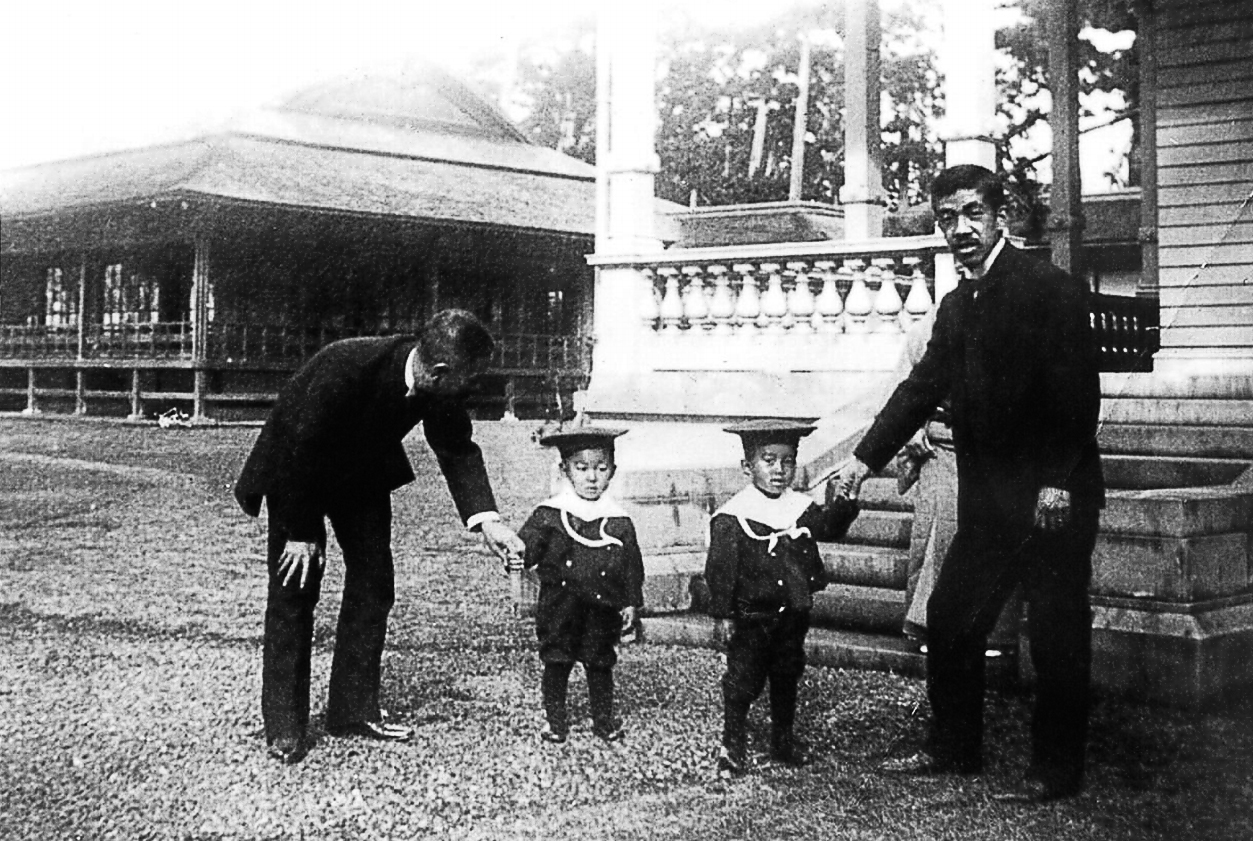
皇太子嘉仁親王（右）及其子迪宮裕仁親王、淳宮雍仁親王，左為侍從，攝於1904年（明治37年）

按照繼承順位，由於皇后一條美子沒有生下子女，嘉仁在成年之後，於1888年11月被明治天皇冊立為皇太子。

### 大婚

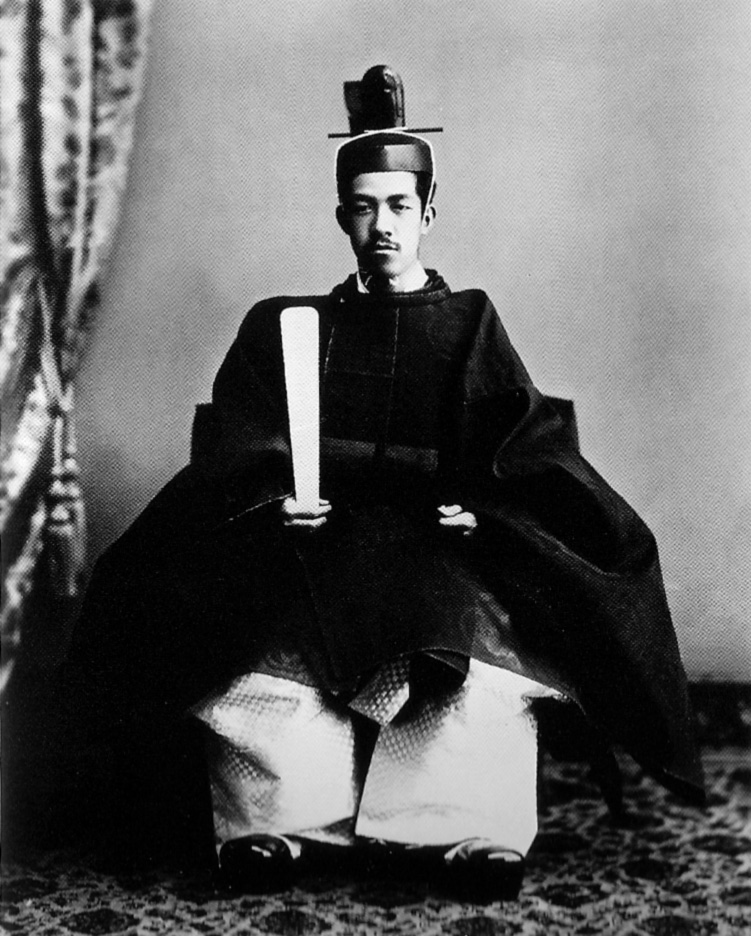
嘉仁皇太子大婚，攝於1900年

1893年，伏見宮貞愛親王之女禎子女王被內定為未來的皇太子妃，但是在1899年因為有肺病的疑慮被取消和嘉仁親王的婚約。1900年5月10日，21歲的嘉仁迎娶九條道孝公爵四女，九條節子（即後來的貞明皇后）為皇太子妃；1901年禎子女王降嫁山内豐景侯爵，儘管無法成為皇太子妃，禎子依然和後來繼位為皇后的節子頗有交情。
日本天皇與皇室自大正以後就開始了一夫一妻的制度。嘉仁婚後與妻子之間感情很好，皇太子妃打破一般慣例，親自在丈夫身邊照料，並生下四個兒子，即裕仁親王（昭和天皇）、雍仁親王、宣仁親王、崇仁親王。
在大正天皇大婚期间，日本全国各地都种植了大量樱花，是为人民对天皇的祝贺。

### 访问韩国
1907年9月，朝鲜统监伊藤博文借纯宗即位之机，提倡日韩友好。然而明治天皇不愿访问韩国，因为韩国的治安因志愿军运动而恶化，但伊藤博文仍说服了皇太子嘉仁访问韩国。

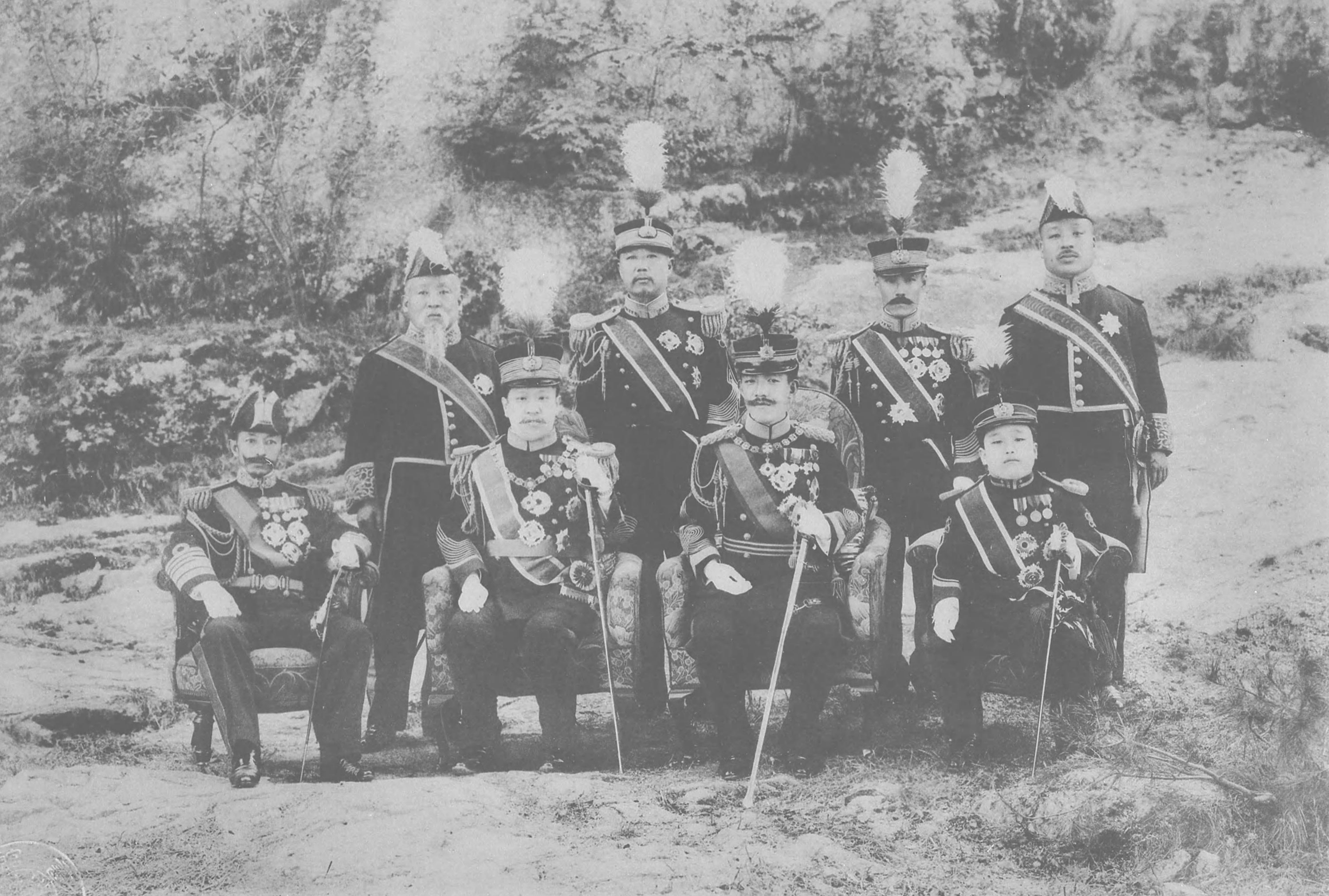
1907年，皇太子嘉仁亲王访问大韩帝国。前列左起为有栖川宫威仁亲王、大韩帝国皇帝纯宗、皇太子嘉仁亲王、大韩帝国皇太子李垠；后列左起是完興君李載冕, 完順君李載完, 義陽君李載覺, 永宣君李埈鎔

陪同皇太子一同访问韩国的有有栖川宫威仁亲王、东乡平八郎、前首相桂太郎和宫内次官花房义质。10月10日乘火车离开东京，从宇品港登上香取号战列舰，10月16日在仁川登陆，受到皇帝纯宗与皇太子李垠的迎接。皇太子于10月17日至19日在汉城逗留，参观了韩国驻扎军司令部、倭城台公园（现南山公园）、昌德宫、景福宫等，并在统监官邸会见了高宗，皇太子于10月20日离开汉城，视察镇海后返回日本。

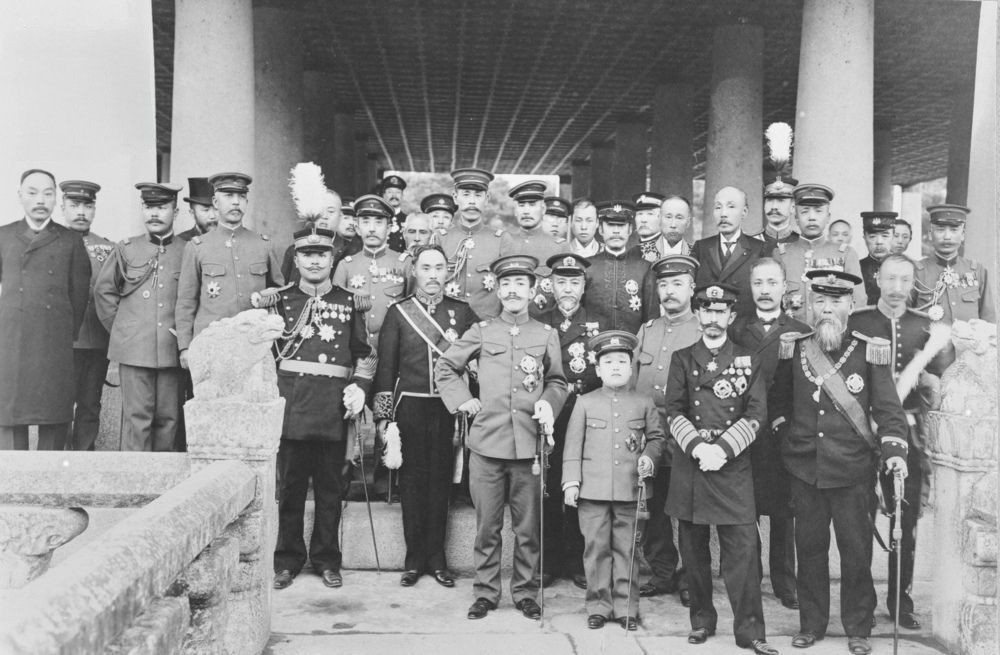
1907年，皇太子嘉仁亲王访问大韩帝国期间的合影，前排右起为伊藤博文、有栖川宫威仁亲王、桂太郎、大韩帝国皇太子李垠、东乡平八郎和皇太子嘉仁亲王

### 登基大典

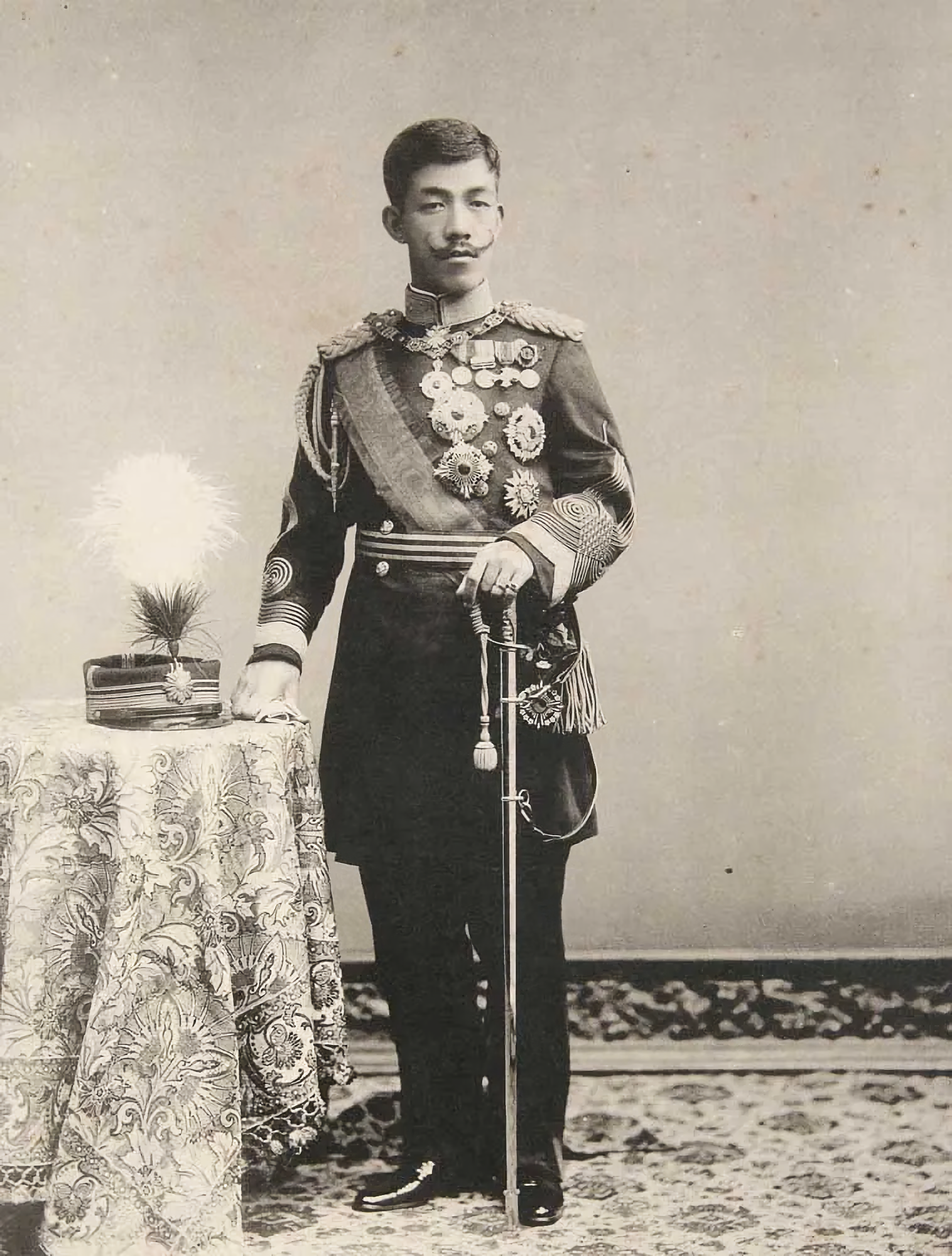
大正天皇登基肖像，攝於1912年

1912年（明治45年）7月30日，明治天皇驾崩，32歲的嘉仁繼位，年號大正，取易經的“大亨以正，天之道也”之意。1915年（大正四年）11月10日嘉仁於京都御所舉行登基大典，正式成为日本天皇兼帝国大元帅。

### 大正政变
大正时代开始时，政治上面临的问题是如何调和军部推行的急剧增加军备与严重的财政困难的矛盾。经过日俄战争，日本将朝鮮半島和滿洲南部划为其势力范围，这使军备的需求急速膨胀。1912年12月，西园寺公望内阁因陆军部要求扩军两个师团而集体辞职，由军阀巨头桂太郎接替。但桂太郎的上台，引起了普遍的抗议风潮，东京爆发第一次护宪运动。立宪国民党和立宪政友会提出“打倒阀族，维护宪政”的口号。这一运动的幕后支持者是企图从军阀、官僚手中夺取政权的产业资本家。1913年，反对党提出弹劾内阁案，迫使国会休会。愤怒的民众包围国会，袭击警察局、派出所，动荡波及大阪、神户等大城市，形势恶化。大正天皇出面干涉，表达了希望维持政局稳定的意愿，桂太郎内阁因此下台。民主运动战胜保守势力，史称“大正政变”。

### 大国崛起

#### 第一次世界大战
自父亲明治天皇去世后，嘉仁亲王即位。大正天皇患有各种疾病。随着病情的恶化，他对日常政治事务的兴趣越来越少，元老、枢密院和国务大臣利用他来实行政党政治，已经成了一种共识。
1918年后，大正天皇不再能够参加陆军或海军演习，出席军事院校的毕业典礼，进行一年一度的神道仪式，甚至不能参加日本帝国会议的正式开幕式。

### 大正民主

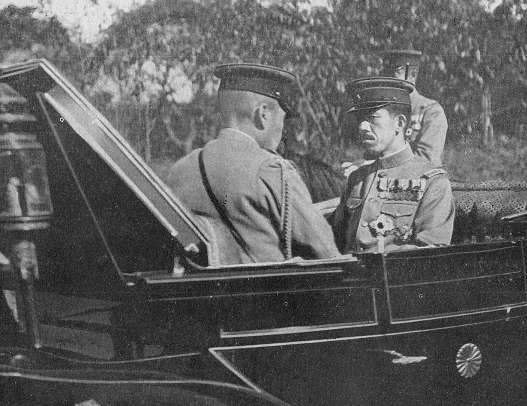
第一次世界大战期间前往召開帝国会议的大正天皇（右）

以第一次护宪运动为起点，要求政党政治的民主运动，於1914年终于实现了政党议会，这个成果被称为“大正民主”。此時歐洲爆发了第一次世界大战，而日本經過明治維新，接受西方的文化與思想，國家大致平穩發展，不少甘願冒險的外國商人來日本投資，造成日本的一片繁華景象，使大正前期為日本自明治維新以後前所未有的盛世。
但是大正民主并没有改变日本对外侵略扩张的发展战略和外交政策。元老派的大军阀山本权兵卫组阁后，提出更大规模的扩充海军预算案。人民再次掀起护宪运动，把山本内阁轰下台。歐戰結束後，民族自決浪潮十分興盛，民主自由的氣息濃厚，這一時期被後來稱之為「大正民主時期」。
“大正民主”虽然对于日本本国日后民主政治的发展提供了基础，然而也使军国主义者有了更多发言的机会，为日本後來走上军国主义道路埋下了隐患。此外，其民主化浪潮影响到当时的日屬台灣，遂有林献堂等人发起臺灣議會設置請願運動，争取台湾人民对殖民地政治的参政权。

### 在位後期

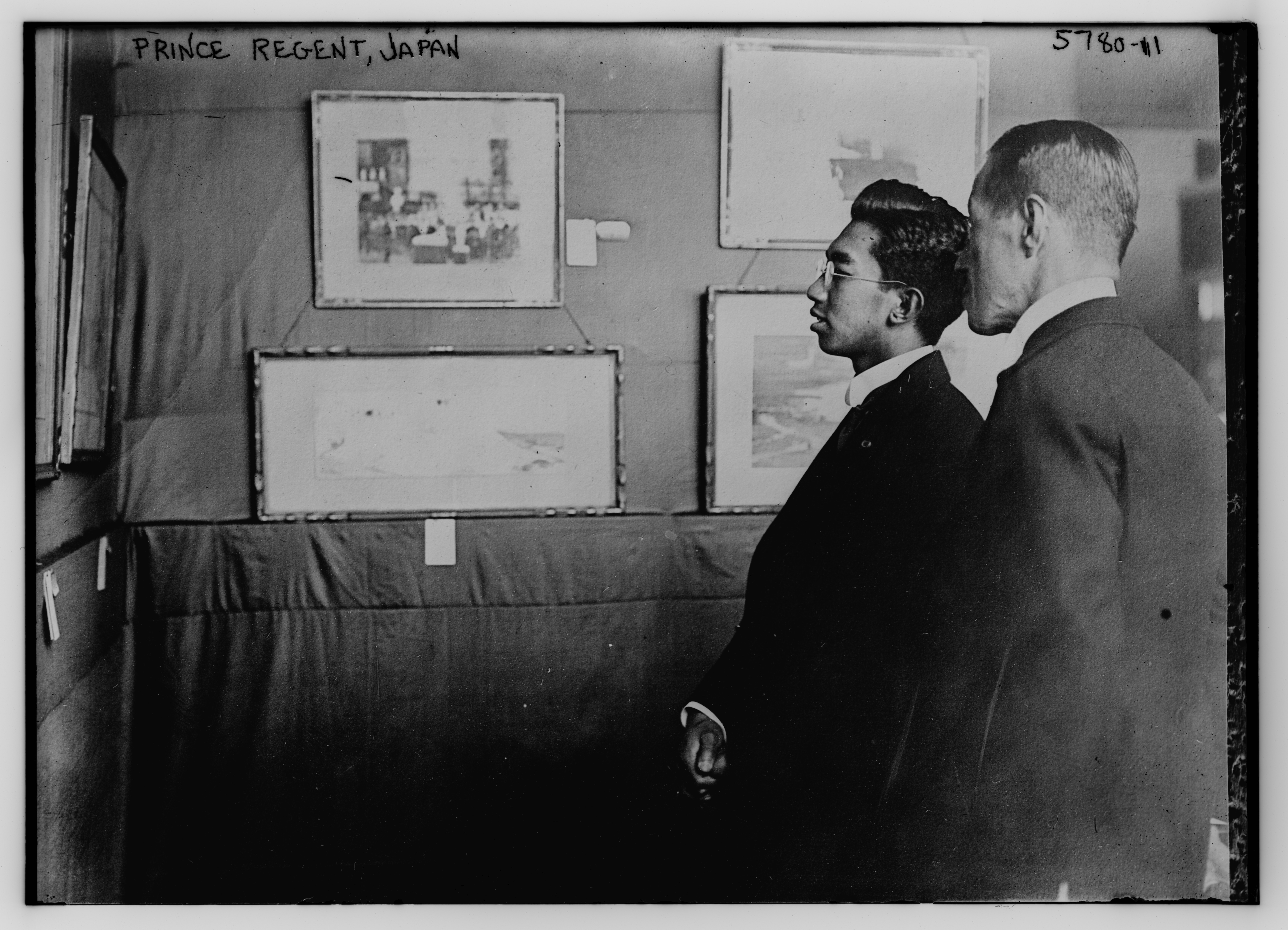
大正天皇(右)與皇太子裕仁(左)

大正天皇自幼多病，曾患脑膜炎留下后遗症，40岁又患脑血栓，转为精神病。政界元老决定在1921年讓太子裕仁親王（后来的昭和天皇）摄政，然而大正與裕仁的幕僚不和，形成兩個不同派別。晚年时，大正天皇被記載為处于精神错乱状态；其後證實是被攝政幕僚侮辱，於權力交接期間，將患病的天皇寫成患精神病。1923年（大正12年）9月1日發生關東大地震，超過10萬人死亡，對東京、橫濱等地造成毀滅性的破壞。由於大正天皇此時的精神狀態非常糟而難以知悉，加上在位期間多次出現天災人禍，大正被世人稱為不幸的大正。

### 天皇驾崩
1926年（大正十五年）12月25日上午1時25分，大正天皇因心臟麻痺於神奈川縣葉山町葉山御所驾崩，享年四十七歲。死後安葬於多摩陵（位於今東京都八王子市長房町，後來擴大為武藏陵區），為首位安葬於東京的天皇。

## 军衔

### 日本军衔
- 1889年（明治22年）11月3日　陆军歩兵少尉
- 1892年（明治25年）11月3日　陆军歩兵中尉
- 1895年（明治28年）1月4日　陆军歩兵大尉
- 1898年（明治31年）11月3日　陆军歩兵少佐及海军少佐
- 1901年（明治34年）11月3日　陆军歩兵中佐及海军中佐
- 1903年（明治36年）11月3日　陆军歩兵大佐及海军大佐
- 1905年（明治38年）11月3日　陆军少将及海军少将
- 1909年（明治42年）11月3日　陆军中将及海军中将
- 1912年（明治45年/大正元年）7月30日　陆海空军大元帅

### 外国军衔
- 1918年（大正7年）1月1日 - 英国陸軍元帥

## 軼聞
大正天皇喜歡西服勝過和服，偏好洋酒勝過日本酒，也喜歡撞球和遊艇等西式娛樂活動。此外，他也喜歡創作漢詩，使用筆名昭陽創作至少1,367首漢詩。

## 实录
在宫内厅，已可以浏览到《大正天皇实录》中有关天皇的晚年部分。这部《大正天皇实录》记载着天皇每天的行动。2002年由信息公开请求为开端，有部分内容被公之于众。而在第三回公开的内容裡，有关天皇在位期间（1913年－1926年）的所有记录已完全公開。
《实录》其实是在天皇死后，根据各种各样的资料为基础编撰而成的官方记录。《大正天皇实录》是由当时的宫内省在1937年（昭和12年）编写完成的。與在1968年（昭和43年）被全文出版的明治天皇实录相对照，《大正天皇实录》的内容并不是很透明。
公开的實錄中，揭示「大正」此年号的出典為中国的《易经》。关于天皇在执政后得的顽疾，其过程也非常详细。另一方面，也可以见到天皇在即位后不久在神奈川县的叶山泛舟等和印象中病弱形象不一样的侧面。天皇自己咏叹的许多汉诗也给我们传递一个丰满的人物形象。
在第一和第二次公开的共计29册《实录》中，有640处地方被涂改破坏。其中有些部分甚至被以数行為單位消去。被隐藏的部分多是些处于国家统治中枢地位的天皇所接受的报告内容。对此研究者们掀起一片批判之声，认为这是对历史的亵渎。这次公开，没有对《官报》等当时有公开发表的资料情报下手，被涂黑的地方也有所减少。即便这样，一共9册643页中仍有大约250处被涂黑。例如，由于下诏让皇太子（后来的昭和天皇）摄政，皇族召集会议的一部分记述被消去。
为了让资料公开也花费很多时间。内阁府的情报公开审查会是在2001年12月对宫内厅发表意见“尽快迅速公开”。经过6年半仅公開全书85册的不足一半。有关大正天皇即位之前的部分还未明瞭。

## 家族
|  |  | (122)明治天皇 | (122)明治天皇 | (122)明治天皇 | (122)明治天皇 | (122)明治天皇 | (122)明治天皇 |  |  | (123)大正天皇 | (123)大正天皇 | (123)大正天皇 | (123)大正天皇 | (123)大正天皇 | (123)大正天皇 |  |  | (124)昭和天皇      | (124)昭和天皇      | (124)昭和天皇      | (124)昭和天皇      | (124)昭和天皇      | (124)昭和天皇      |  |  | (125)上皇（明仁）  | (125)上皇（明仁）  | (125)上皇（明仁）  | (125)上皇（明仁）  | (125)上皇（明仁）  | (125)上皇（明仁）  |  |  | (126)今上天皇（德仁）  | (126)今上天皇（德仁）  | (126)今上天皇（德仁）  | (126)今上天皇（德仁）  | (126)今上天皇（德仁）  | (126)今上天皇（德仁）  |  |  |          |          |          |          |          |          |  |  |
|  |  | (122)明治天皇 | (122)明治天皇 | (122)明治天皇 | (122)明治天皇 | (122)明治天皇 | (122)明治天皇 |  |  | (123)大正天皇 | (123)大正天皇 | (123)大正天皇 | (123)大正天皇 | (123)大正天皇 | (123)大正天皇 |  |  | (124)昭和天皇      | (124)昭和天皇      | (124)昭和天皇      | (124)昭和天皇      | (124)昭和天皇      | (124)昭和天皇      |  |  | (125)上皇（明仁）  | (125)上皇（明仁）  | (125)上皇（明仁）  | (125)上皇（明仁）  | (125)上皇（明仁）  | (125)上皇（明仁）  |  |  | (126)今上天皇（德仁）  | (126)今上天皇（德仁）  | (126)今上天皇（德仁）  | (126)今上天皇（德仁）  | (126)今上天皇（德仁）  | (126)今上天皇（德仁）  |  |  |          |          |          |          |          |          |  |  |
|  |  |               |               |               |               |               |               |  |  |               |               |               |               |               |               |  |  |                    |                    |                    |                    |                    |                    |  |  |                    |                    |                    |                    |                    |                    |  |  |                        |                        |                        |                        |                        |                        |  |  |          |          |          |          |          |          |  |  |
|  |  |               |               |               |               |               |               |  |  |               |               |               |               |               |               |  |  | （秩父宮）雍仁親王 | （秩父宮）雍仁親王 | （秩父宮）雍仁親王 | （秩父宮）雍仁親王 | （秩父宮）雍仁親王 | （秩父宮）雍仁親王 |  |  | （常陸宮）正仁親王 | （常陸宮）正仁親王 | （常陸宮）正仁親王 | （常陸宮）正仁親王 | （常陸宮）正仁親王 | （常陸宮）正仁親王 |  |  | （秋篠宮）皇嗣文仁親王 | （秋篠宮）皇嗣文仁親王 | （秋篠宮）皇嗣文仁親王 | （秋篠宮）皇嗣文仁親王 | （秋篠宮）皇嗣文仁親王 | （秋篠宮）皇嗣文仁親王 |  |  | 悠仁親王 | 悠仁親王 | 悠仁親王 | 悠仁親王 | 悠仁親王 | 悠仁親王 |  |  |
|  |  |               |               |               |               |               |               |  |  |               |               |               |               |               |               |  |  | （秩父宮）雍仁親王 | （秩父宮）雍仁親王 | （秩父宮）雍仁親王 | （秩父宮）雍仁親王 | （秩父宮）雍仁親王 | （秩父宮）雍仁親王 |  |  | （常陸宮）正仁親王 | （常陸宮）正仁親王 | （常陸宮）正仁親王 | （常陸宮）正仁親王 | （常陸宮）正仁親王 | （常陸宮）正仁親王 |  |  | （秋篠宮）皇嗣文仁親王 | （秋篠宮）皇嗣文仁親王 | （秋篠宮）皇嗣文仁親王 | （秋篠宮）皇嗣文仁親王 | （秋篠宮）皇嗣文仁親王 | （秋篠宮）皇嗣文仁親王 |  |  | 悠仁親王 | 悠仁親王 | 悠仁親王 | 悠仁親王 | 悠仁親王 | 悠仁親王 |  |  |
|  |  |               |               |               |               |               |               |  |  |               |               |               |               |               |               |  |  |                    |                    |                    |                    |                    |                    |  |  |                    |                    |                    |                    |                    |                    |  |  |                        |                        |                        |                        |                        |                        |  |  |          |          |          |          |          |          |  |  |
|  |  |               |               |               |               |               |               |  |  |               |               |               |               |               |               |  |  | （高松宮）宣仁親王 | （高松宮）宣仁親王 | （高松宮）宣仁親王 | （高松宮）宣仁親王 | （高松宮）宣仁親王 | （高松宮）宣仁親王 |  |  | 寬仁親王           | 寬仁親王           | 寬仁親王           | 寬仁親王           | 寬仁親王           | 寬仁親王           |  |  |                        |                        |                        |                        |                        |                        |  |  |          |          |          |          |          |          |  |  |
|  |  |               |               |               |               |               |               |  |  |               |               |               |               |               |               |  |  | （高松宮）宣仁親王 | （高松宮）宣仁親王 | （高松宮）宣仁親王 | （高松宮）宣仁親王 | （高松宮）宣仁親王 | （高松宮）宣仁親王 |  |  | 寬仁親王           | 寬仁親王           | 寬仁親王           | 寬仁親王           | 寬仁親王           | 寬仁親王           |  |  |                        |                        |                        |                        |                        |                        |  |  |          |          |          |          |          |          |  |  |
|  |  |               |               |               |               |               |               |  |  |               |               |               |               |               |               |  |  |                    |                    |                    |                    |                    |                    |  |  |                    |                    |                    |                    |                    |                    |  |  |                        |                        |                        |                        |                        |                        |  |  |          |          |          |          |          |          |  |  |
|  |  |               |               |               |               |               |               |  |  |               |               |               |               |               |               |  |  | （三笠宮）崇仁親王 | （三笠宮）崇仁親王 | （三笠宮）崇仁親王 | （三笠宮）崇仁親王 | （三笠宮）崇仁親王 | （三笠宮）崇仁親王 |  |  | （桂宮）宜仁親王   | （桂宮）宜仁親王   | （桂宮）宜仁親王   | （桂宮）宜仁親王   | （桂宮）宜仁親王   | （桂宮）宜仁親王   |  |  |                        |                        |                        |                        |                        |                        |  |  |          |          |          |          |          |          |  |  |
|  |  |               |               |               |               |               |               |  |  |               |               |               |               |               |               |  |  | （三笠宮）崇仁親王 | （三笠宮）崇仁親王 | （三笠宮）崇仁親王 | （三笠宮）崇仁親王 | （三笠宮）崇仁親王 | （三笠宮）崇仁親王 |  |  | （桂宮）宜仁親王   | （桂宮）宜仁親王   | （桂宮）宜仁親王   | （桂宮）宜仁親王   | （桂宮）宜仁親王   | （桂宮）宜仁親王   |  |  |                        |                        |                        |                        |                        |                        |  |  |          |          |          |          |          |          |  |  |
|  |  |               |               |               |               |               |               |  |  |               |               |               |               |               |               |  |  |                    |                    |                    |                    |                    |                    |  |  |                    |                    |                    |                    |                    |                    |  |  |                        |                        |                        |                        |                        |                        |  |  |          |          |          |          |          |          |  |  |
|  |  |               |               |               |               |               |               |  |  |               |               |               |               |               |               |  |  |                    |                    |                    |                    |                    |                    |  |  | （高圓宮）憲仁親王 |                    |                    |                    |                    |                    |  |  |                        |                        |                        |                        |                        |                        |  |  |          |          |          |          |          |          |  |  |
|  |  |               |               |               |               |               |               |  |  |               |               |               |               |               |               |  |  |                    |                    |                    |                    |                    |                    |  |  |                    |                    |                    |                    |                    |                    |  |  |                        |                        |                        |                        |                        |                        |  |  |          |          |          |          |          |          |  |  |

- 父：明治天皇
- 母：柳原愛子
- 皇后：貞明皇后（1884年6月25日－1951年5月17日）
- 长子：迪宮裕仁親王（1901年4月29日－1989年1月7日）後為昭和天皇
- 次子：淳宮雍仁親王（1902年6月25日－1953年1月4日）秩父宮
- 三子：光宮宣仁親王（1905年1月3日－1987年2月3日）高松宮
- 幼子：澄宮崇仁親王（1915年12月2日－2016年10月27日）三笠宮